# Hans Bagger Momme
Hans Bagger Momme (10. maj 1792 – 5. november 1827) var en dansk brygger.
Han var søn af præsten i Stouby og Hornum (mellem Vejle og Horsens) Laurits Momme og Eleonore Hedvig f. Bagger. Sammen med 2 brødre, der studerede, kom han til København, hvor han fik ansættelse i Matrikelkontoret. 1823 tog han sin afsked herfra med titlen kammerassessor. 1812 var han nemlig blevet gift med Marie Christine Østergaard (11. maj 1792 – 5. februar 1863), datter af kammerråd, brygger Andreas Christian Østergaard og Margrethe Sophie f. Kisling, og ved dette giftermål blevet medejer af bryggergården i Nygade 3, som han snart helt overtog, og hvis bryggeri han i væsentlig grad forbedrede. Han var således den første brygger i Danmark, der tog dampmaskinen i brug. Han lod det til maltens knusning nødvendige valseværk drive ved en af O.J. Winstrup udført dampmaskine. Værket opsattes 1826 og omtaltes meget, men Momme døde allerede 5. november 1827.